# Isdromas paternicus
Isdromas paternicus là một loài tò vò trong họ Ichneumonidae.